# オーディナリーミュージック
『オーディナリーミュージック』（ORDINARY MUSIC）は、TBSラジオで2016年10月2日から2020年9月28日まで放送されていたラジオの音楽番組である。放送時間は毎週月曜 4:00 - 5:00。

## 概要
当初は、これまで放送されていた『デブッタンテ』（日曜）と『Fine music』（月曜→日曜の早朝5時台に変更）を一括して刷新し、新しいラジオの音楽番組として再出発したもの。
この番組タイトルの意味は「日常の音楽」というもので、この番組ではキュレーターの2人が選曲する人を選び、その選曲する人が選んだ音楽を送りながら、「少し早い1日のスタート」をサポートするもの。
2017年10月1日の放送をもって日曜の放送が終了し月曜のみの放送で計4年間放送されたが、2020年9月28日で放送を終了した。

## 出演者
キュレーター
- カジヒデキ
- 曽我部恵一
  - 日・月曜放送時代は曜日別に毎週1回、月曜のみになって以後は隔週で担当。

## ネット局
全て4:00 - 5:00の同時放送。
なお、局によってはメンテナンス時間延長のため放送を休止することがある。TBSラジオが休止する場合は各ネット局への裏送りとなる。

### 最終回までネットした局
最終回時点のネット局。備考欄の○の局は日曜（土曜深夜）放送時ネットしていた局。
| 放送対象地域   | 放送局名                      | 放送時間             | 放送期間     | 備考  |
| -------------- | ----------------------------- | -------------------- | ------------ | ----- |
| 関東広域圏     | TBSラジオ 制作局              | 毎週月曜 4:00 - 5:00 | 2016年10月 - | ○     |
| 青森県         | 青森放送（RAB）               | 毎週月曜 4:00 - 5:00 | 2016年10月 - | [ 3 ] |
| 岩手県         | IBC岩手放送（IBC）            | 毎週月曜 4:00 - 5:00 | 2016年10月 - | ○     |
| 秋田県         | 秋田放送（ABS）               | 毎週月曜 4:00 - 5:00 | 2016年10月 - | ○     |
| 山形県         | 山形放送（YBC）               | 毎週月曜 4:00 - 5:00 | 2016年10月 - | ○     |
| 福井県         | 福井放送（FBC）               | 毎週月曜 4:00 - 5:00 | 2016年10月 - | ○     |
| 山梨県         | 山梨放送（YBS）               | 毎週月曜 4:00 - 5:00 | 2016年10月 - | [ 4 ] |
| 静岡県         | 静岡放送（SBS）               | 毎週月曜 4:00 - 5:00 | 2016年10月 - | ○     |
| 山口県         | 山口放送（KRY）               | 毎週月曜 4:00 - 5:00 | 2016年10月 - | [ 6 ] |
| 香川県         | 西日本放送（RNC）             | 毎週月曜 4:00 - 5:00 | 2016年10月 - | ○     |
| 愛媛県         | 南海放送（RNB）               | 毎週月曜 4:00 - 5:00 | 2016年10月 - | [ 6 ] |
| 徳島県         | 四国放送（JRT）               | 毎週月曜 4:00 - 5:00 | 2016年10月 - | [ 6 ] |
| 長崎県・佐賀県 | 長崎放送（NBC） NBCラジオ佐賀 | 毎週月曜 4:00 - 5:00 | 2016年10月 - | [ 6 ] |
| 大分県         | 大分放送（OBS）               | 毎週月曜 4:00 - 5:00 | 2016年10月 - | [ 6 ] |
| 鹿児島県       | 南日本放送（MBC）             | 毎週月曜 4:00 - 5:00 | 2016年10月 - | [ 7 ] |
| 沖縄県         | 琉球放送（RBC）               | 毎週月曜 4:00 - 5:00 | 2016年10月 - | [ 8 ] |
| 石川県         | 北陸放送（MRO）               | 毎週月曜 4:00 - 5:00 | 2018年4月 -  |       |

### 途中でネットを打ち切った局
いずれの局も、番組開始時からネットしていた点は共通。 
| 放送対象地域 | 放送局名           | 放送時間             | 放送期間                | 備考   |
| ------------ | ------------------ | -------------------- | ----------------------- | ------ |
| 福島県       | ラジオ福島（rfc）  | 毎週日曜 4:00 - 5:00 | 2016年10月 - 2017年10月 | [ 11 ] |
| 和歌山県     | 和歌山放送（wbs）  | 毎週日曜 4:00 - 5:00 | 2016年10月 - 2017年10月 | [ 11 ] |
| 熊本県       | 熊本放送（RKK）    | 毎週日曜 4:00 - 5:00 | 2016年10月 - 2017年10月 | [ 11 ] |
| 福岡県       | RKB毎日放送（RKB） | 毎週月曜 4:00 - 5:00 | 2016年10月 - 2018年10月 | [ 12 ] |
| 岡山県       | RSK山陽放送（RSK） | 毎週月曜 4:00 - 5:00 | 2016年10月 - 2020年3月  | [ 13 ] |